# Rada Sławinska
Rada Sławinska, bułg. Рада Славинска (ur. 18 lipca 1964 roku w Gabrowie) – bułgarska dyrygentka, kompozytorka, pedagog muzyczny, twórczyni tekstów. Mieszka i tworzy w Płowdiwie, gdzie ukończyła średnią szkołę muzyczną oraz Akademię Muzyki, Tańca i Sztuk Pięknych (AMTII). Pracuje jako pedagog i akompaniator w wyżej wymienionej szkole. Jest założycielką, kompozytorką i dyrygentką chóru Ewmołpeja (bułg. Евмолпея) w Płowdiwie oraz autorką tekstów do pierwszego albumu studyjnego Weseły Bonewy – „Obyrkwacija” (bułg. „Обърквация”).